# Blasse Sackspinne
Die Blasse Sackspinne (Clubiona pallidula) ist eine Spinnenart aus der Familie der Sackspinnen. Die Art ist in Mitteleuropa weit verbreitet und häufig.

## Merkmale
Die Blasse Sackspinne zählt zu den großen Arten der Gattung. Männchen haben eine Körperlänge von 6 bis 9 mm, Weibchen erreichen 7 bis 13 mm. Der Vorderkörper (Prosoma) ist gelblich braun und wird nach vorn dunkel schwarzbraun, die Cheliceren sind ebenfalls schwärzlich braun. Der Hinterkörper (Opisthosoma) ist einfarbig rotbraun bis schwarz und weißlich behaart. Die Beine sind einfarbig gelblich braun.
In Mitteleuropa gibt es eine Reihe sehr ähnlicher Arten der Gattung; die sichere Bestimmung der Art ist daher nur durch die makroskopische Untersuchung der Geschlechtsorgane (genitalmorphologisch) möglich.

## Verbreitung und Lebensraum
Die Blasse Sackspinne besiedelt große Teile der Paläarktis von Irland und Spanien nach Osten bis in das südöstlichste Sibirien und Sachalin. In Nord-Süd-Richtung reicht die Verbreitung von Skandinavien bis Griechenland und im Osten von Nowaja Semlja nach Süden bis in den Norden von Afghanistan. Die Art fehlt in Europa nur in Island sowie auf einigen Inseln im Mittelmeer. Das Verbreitungsgebiet umfasst die arktische bis mediterrane Zone. Die Art bewohnt in Mitteleuropa vor allem mäßig trockene bis trockene Laub- und Nadelwälder.

## Lebensweise
Die Art ist baumbewohnend und hält sich überwiegend an Stämmen und in den Baumkronen auf. Geschlechtsreife Tiere sind von April bis September zu finden. Die Jungspinnen überwintern meist unter Baumrinde.

## Gefährdung
Die Blasse Sackspinne ist in geeigneten Habitaten weit verbreitet und häufig. Sie wird in Deutschland in der Roten Liste als „ungefährdet“ eingestuft.